# Microdiplodia
Microdiplodia is een geslacht van schimmels behorend tot de familie Botryosphaeriaceae. De typesoort is Microdiplodia conigena.

## Soorten
Volgens Index Fungorum telt het geslacht 317 soorten (peildatum februari 2022):
| Soortnaam                        | Auteur(s)                                         | Publicatiejaar |
| -------------------------------- | ------------------------------------------------- | -------------- |
| Microdiplodia abiegna            | (Maubl.) Sacc. & D. Sacc.                         | 1906           |
| Microdiplodia abramovii          | Nelen                                             | 1977           |
| Microdiplodia abutilonis         | Khokhr.                                           | 1933           |
| Microdiplodia acaciarum          | Petr.                                             | 1959           |
| Microdiplodia acervata           | (Lév.) Zambett.                                   | 1955           |
| Microdiplodia agavicola          | S. Ahmad                                          | 1972           |
| Microdiplodia agni-casti         | Sacc.                                             | 1915           |
| Microdiplodia agropyri           | Unamuno                                           | 1930           |
| Microdiplodia alhagi             | Lobik                                             | 1928           |
| Microdiplodia alkannae           | Hollós                                            | 1906           |
| Microdiplodia alni               | Allesch.                                          | 1901           |
| Microdiplodia alpataci           | Speg.                                             | 1910           |
| Microdiplodia alsines            | Gonz. Frag.                                       | 1918           |
| Microdiplodia anagyridis         | Gonz. Frag.                                       | 1917           |
| Microdiplodia ananasi            | S.M. Singh & G.P. Agarwal                         | 1973           |
| Microdiplodia andirae            | Bat. & H. Maia                                    | 1966           |
| Microdiplodia anemopaegmae       | Gonz. Frag.                                       | 1917           |
| Microdiplodia annonicola         | (Henn.) Sacc. & D. Sacc.                          | 1906           |
| Microdiplodia anograe            | Fairm.                                            | 1918           |
| Microdiplodia anthurii           | Trinchieri                                        | 1909           |
| Microdiplodia apludae            | S. Ahmad                                          | 1971           |
| Microdiplodia arenaria           | Moesz                                             | 1926           |
| Microdiplodia aristidae          | Koshk. & Frolov                                   | 1973           |
| Microdiplodia ascochytula        | (Sacc.) Allesch.                                  | 1901           |
| Microdiplodia asterigmatica      | (Vestergr.) Tassi                                 | 1902           |
| Microdiplodia astragali          | Koshk. & Frolov                                   | 1973           |
| Microdiplodia astragalina        | S. Ahmad                                          | 1969           |
| Microdiplodia astrodauci         | Woron.                                            | 1916           |
| Microdiplodia bambusina          | Sacc.                                             | 1915           |
| Microdiplodia beckii             | (Bäumler) Allesch.                                | 1901           |
| Microdiplodia bessey             | Apostol.                                          | 1952           |
| Microdiplodia beticola           | (Prill. & Delacr.) Tassi                          | 1902           |
| Microdiplodia betulae            | Jaap                                              | 1914           |
| Microdiplodia betulina           | Henn.                                             | 1905           |
| Microdiplodia biotae             | Koshk. & Frolov                                   | 1973           |
| Microdiplodia boehmeriae         | Khokhr.                                           | 1933           |
| Microdiplodia bonnayae           | Petr.                                             | 1952           |
| Microdiplodia boyeri             | (Sacc. & P. Syd.) Allesch.                        | 1901           |
| Microdiplodia brachyspora        | (Sacc.) Allesch.                                  | 1901           |
| Microdiplodia brassicae          | Unamuno                                           | 1943           |
| Microdiplodia bryoniae           | (H. Zimm.) Sacc. & Trotter                        | 1913           |
| Microdiplodia buddlejae          | Gucevič                                           | 1959           |
| Microdiplodia caballeroi         | Unamuno                                           | 1929           |
| Microdiplodia cacti              | (Rolland) Allesch.                                | 1901           |
| Microdiplodia cadabae            | S. Ahmad                                          | 1964           |
| Microdiplodia caesalpiniae       | Gucevič                                           | 1960           |
| Microdiplodia caesii             | (G. Boyer & Jacz.) Allesch.                       | 1901           |
| Microdiplodia calamagrostidis    | Petr.                                             | 1922           |
| Microdiplodia calami             | (Niessl) Tassi                                    | 1902           |
| Microdiplodia calligoni          | (Kravtzev) Frolov                                 | 1970           |
| Microdiplodia callitrina         | Sacc.                                             | 1915           |
| Microdiplodia calthae            | Kirschst.                                         | 1936           |
| Microdiplodia calycotomes        | (Rolland) Allesch.                                | 1901           |
| Microdiplodia camelliae          | (Berl.) Allesch.                                  | 1901           |
| Microdiplodia camelliae          | Sacc. & D. Sacc.                                  | 1906           |
| Microdiplodia campylotropidis    | Gonz. Frag.                                       | 1917           |
| Microdiplodia cannabina          | Abramov                                           | 1939           |
| Microdiplodia capsici            | Sarej.                                            | 1936           |
| Microdiplodia carissae           | R.C. Rajak                                        | 1981           |
| Microdiplodia carpini            | Died.                                             | 1914           |
| Microdiplodia caryotae           | V.G. Rao                                          | 1962           |
| Microdiplodia catalpae           | Gonz. Frag.                                       | 1917           |
| Microdiplodia catalpae           | Hollós                                            | 1926           |
| Microdiplodia ceanothi           | Dearn. & House                                    | 1916           |
| Microdiplodia celottiana         | (Sacc.) Allesch.                                  | 1901           |
| Microdiplodia celtidicola        | Gucevič                                           | 1959           |
| Microdiplodia celtidigena        | (Ellis & Barthol.) Tassi                          | 1902           |
| Microdiplodia cenangiicola       | Nevod.                                            | 1954           |
| Microdiplodia centrophila        | (Pass.) Allesch.                                  | 1901           |
| Microdiplodia cercidis           | Died.                                             | 1914           |
| Microdiplodia cercidis           | Hollós                                            | 1926           |
| Microdiplodia chengii            | Gucevič                                           | 1960           |
| Microdiplodia cinnamomi          | Elisei                                            | 1938           |
| Microdiplodia cinnamomi          | Gucevič                                           | 1974           |
| Microdiplodia cisticola          | (Brunaud) Allesch.                                | 1901           |
| Microdiplodia citricola          | (McAlpine) Tassi                                  | 1902           |
| Microdiplodia clavispora         | (Ellis & Barthol.) Tassi                          | 1902           |
| Microdiplodia clematidea         | (Sacc.) Tassi                                     | 1902           |
| Microdiplodia cocculicola        | Gonz. Frag.                                       | 1917           |
| Microdiplodia cocois-capitatae   | Caball.                                           | 1941           |
| Microdiplodia coggygriae         | Zerova                                            | 1951           |
| Microdiplodia colletiae-horridae | Staritz                                           | 1918           |
| Microdiplodia compressa          | Tassi                                             | 1902           |
| Microdiplodia conigena           | Allesch.                                          | 1901           |
| Microdiplodia consociata         | (Berk. & M.A. Curtis) Tassi                       | 1902           |
| Microdiplodia constrictula       | Bubák                                             | 1916           |
| Microdiplodia convolvuli         | Koshk.                                            | 1970           |
| Microdiplodia cordiae            | Cif.                                              | 1962           |
| Microdiplodia corni              | Hollós                                            | 1926           |
| Microdiplodia cornicola          | Petr.                                             | 1921           |
| Microdiplodia coryli             | Died.                                             | 1914           |
| Microdiplodia cupressina         | (Cooke) Tassi                                     | 1902           |
| Microdiplodia cycadella          | Gonz. Frag.                                       | 1917           |
| Microdiplodia dearnessii         | (Ellis & Everh.) Tassi                            | 1902           |
| Microdiplodia deodarae           | Allesch.                                          | 1901           |
| Microdiplodia depazeoides        | (Durieu & Mont.) Zambett.                         | 1955           |
| Microdiplodia dracaenae          | Staritz                                           | 1918           |
| Microdiplodia elaeagni           | Potebnia                                          | 1907           |
| Microdiplodia ephedrae           | Hollós                                            | 1906           |
| Microdiplodia erinaceae          | Unamuno                                           | 1945           |
| Microdiplodia eriobotryae        | Politis                                           | 1935           |
| Microdiplodia escalerae          | Gonz. Frag.                                       | 1916           |
| Microdiplodia euonymella         | Petr.                                             | 1921           |
| Microdiplodia euonymi            | Politis                                           | 1935           |
| Microdiplodia fabianae           | (Tassi) Allesch.                                  | 1901           |
| Microdiplodia fici               | Politis                                           | 1935           |
| Microdiplodia ficina             | S. Ahmad                                          | 1971           |
| Microdiplodia foedans            | Sacc.                                             | 1915           |
| Microdiplodia franconica         | Petr.                                             | 1931           |
| Microdiplodia frangulae          | Allesch.                                          | 1901           |
| Microdiplodia fructicola         | Rieuf                                             | 1962           |
| Microdiplodia fructigena         | (Brunaud) Allesch.                                | 1901           |
| Microdiplodia funkiae            | Verpl. & R. Broecke                               | 1936           |
| Microdiplodia galbulorum         | (Brunaud) Allesch.                                | 1901           |
| Microdiplodia galiicola          | Fairm.                                            | 1918           |
| Microdiplodia galliseda          | Sacc.                                             | 1917           |
| Microdiplodia gardeniae          | Démétr.                                           | 1950           |
| Microdiplodia gayi               | (G. Boyer & Jacz.) Allesch.                       | 1901           |
| Microdiplodia genistarum         | (Cooke) Allesch.                                  | 1901           |
| Microdiplodia gillii             | Petr.                                             | 1940           |
| Microdiplodia gleditsiae         | Died.                                             | 1914           |
| Microdiplodia granati            | Bondartseva                                       | 1960           |
| Microdiplodia grewiae            | Terjajeva                                         | 1962           |
| Microdiplodia hadrumetina        | Maire                                             | 1927           |
| Microdiplodia halimodendri       | Gucevič                                           | 1960           |
| Microdiplodia handelii           | Bubák                                             | 1914           |
| Microdiplodia haplopappi         | (Allesch.) Tassi                                  | 1902           |
| Microdiplodia hardenbergiae      | Petr.                                             | 1954           |
| Microdiplodia harknessii         | (Sacc.) Tassi                                     | 1902           |
| Microdiplodia hedericola         | (Sacc.) Allesch.                                  | 1901           |
| Microdiplodia helichrysi         | (Pass.) Allesch.                                  | 1901           |
| Microdiplodia helicina           | Unamuno                                           | 1930           |
| Microdiplodia heteroclita        | Gonz. Frag.                                       | 1916           |
| Microdiplodia heterothalami      | Syd. & P. Syd.                                    | 1903           |
| Microdiplodia huszii             | Vörös                                             | 1958           |
| Microdiplodia iliceti            | Sacc.                                             | 1915           |
| Microdiplodia ilicigena          | Fairm.                                            | 1922           |
| Microdiplodia imperialis         | (Sacc.) Allesch.                                  | 1901           |
| Microdiplodia inconspicua        | (Cooke) Allesch.                                  | 1901           |
| Microdiplodia indica             | Syd. & P. Syd.                                    | 1916           |
| Microdiplodia infuscans          | (Ellis & Everh.) Tassi                            | 1902           |
| Microdiplodia intermedia         | Sacc.                                             | 1913           |
| Microdiplodia iridicola          | Gonz. Frag.                                       | 1917           |
| Microdiplodia ischaemi           | Moesz                                             | 1938           |
| Microdiplodia ivicola            | (Ellis & Everh.) Sacc. & D. Sacc.                 | 1906           |
| Microdiplodia jaczewskii         | Allesch.                                          | 1901           |
| Microdiplodia jasmini            | Syd. & P. Syd.                                    | 1916           |
| Microdiplodia juglandis          | Died.                                             | 1906           |
| Microdiplodia junci              | Died.                                             | 1914           |
| Microdiplodia jurineae           | I.E. Brezhnev                                     | 1951           |
| Microdiplodia kanpurensis        | D.V. Singh & B.M. Khanna                          | 1970           |
| Microdiplodia koelreuteriae      | Died.                                             | 1904           |
| Microdiplodia larreae            | Speg.                                             | 1910           |
| Microdiplodia lauretana          | Curzi & Barbaini                                  | 1927           |
| Microdiplodia laurina            | Dearn. & House                                    | 1918           |
| Microdiplodia leucelenes         | Fairm.                                            | 1918           |
| Microdiplodia lichenicola        | Vouaux                                            | 1914           |
| Microdiplodia ligustri           | Hollós                                            | 1926           |
| Microdiplodia ligustricola       | Girz.                                             | 1928           |
| Microdiplodia linderae           | (Ellis & Everh.) Tassi                            | 1902           |
| Microdiplodia litchii            | V.N. Pathak & B.G. Desai                          | 1971           |
| Microdiplodia lonicerae          | S. Ahmad                                          | 1964           |
| Microdiplodia lophiostomoides    | Dearn. & House                                    | 1916           |
| Microdiplodia machlaiana         | Reichert                                          | 1921           |
| Microdiplodia maculata           | Sacc.                                             | 1931           |
| Microdiplodia mafilensis         | Speg.                                             | 1910           |
| Microdiplodia magnoliae          | Grove                                             | 1937           |
| Microdiplodia malacensis         | Tassi                                             | 1902           |
| Microdiplodia mamma              | Allesch.                                          | 1901           |
| Microdiplodia medicaginis        | Died.                                             | 1903           |
| Microdiplodia melaena            | Allesch.                                          | 1901           |
| Microdiplodia melaspora          | (Berk.) Griffon & Maubl.                          | 1909           |
| Microdiplodia mespili            | (Ferraris) Sacc. & D. Sacc.                       | 1906           |
| Microdiplodia metasequoiae       | Gucevič                                           | 1960           |
| Microdiplodia microscopica       | (Cooke & Harkn.) Tassi                            | 1902           |
| Microdiplodia microspora         | (G.H. Otth) Allesch.                              | 1901           |
| Microdiplodia microspora         | Tassi                                             | 1902           |
| Microdiplodia microsporella      | Allesch.                                          | 1901           |
| Microdiplodia mimuli             | Fairm.                                            | 1923           |
| Microdiplodia mimusopicola       | V.G. Rao                                          | 1963           |
| Microdiplodia minor              | (Syd. & P. Syd.) Allesch.                         | 1903           |
| Microdiplodia minuscula          | (Penz. & Sacc.) Allesch.                          | 1901           |
| Microdiplodia minuta             | (Tracy & Earle) Tassi                             | 1954           |
| Microdiplodia miyakei            | Traverso ex Sacc.                                 | 1928           |
| Microdiplodia molluginis         | Naumov                                            | 1915           |
| Microdiplodia mori               | Allesch.                                          | 1901           |
| Microdiplodia morreniae          | (Syd. & P. Syd.) Tassi                            | 1902           |
| Microdiplodia mycophaga          | Petr.                                             | 1940           |
| Microdiplodia myricae            | (Henn.) Sacc. & D. Sacc.                          | 1906           |
| Microdiplodia myriospora         | (Sacc.) Allesch.                                  | 1901           |
| Microdiplodia nannorrhopis       | S. Ahmad                                          | 1969           |
| Microdiplodia narthecii          | (Sacc., E. Bommer & M. Rousseau) Allesch.         | 1901           |
| Microdiplodia navarrica          | Urries                                            | 1942           |
| Microdiplodia nerii              | Politis                                           | 1938           |
| Microdiplodia nigrificans        | Sacc.                                             | 1915           |
| Microdiplodia nissoliae          | Grove                                             | 1937           |
| Microdiplodia noaeae             | Bubák                                             | 1914           |
| Microdiplodia nobilis            | Berk. & M.A. Curtis ex Zambett.                   | 1955           |
| Microdiplodia nyssae             | Allesch.                                          | 1901           |
| Microdiplodia obscura            | (Pass. ex Martelli) Petr. & Syd.                  | 1924           |
| Microdiplodia obsoleta           | (P. Karst.) Allesch.                              | 1901           |
| Microdiplodia oenotherae         | Hollós                                            | 1906           |
| Microdiplodia oleaginea          | Sacc.                                             | 1915           |
| Microdiplodia ononidicola        | Rhodes                                            | 1937           |
| Microdiplodia osmanthi           | (Traverso) Traverso                               | 1906           |
| Microdiplodia osyridella         | (Tassi) Allesch.                                  | 1901           |
| Microdiplodia othonnopsidis      | S. Ahmad & Arshad                                 | 1972           |
| Microdiplodia ovoidea            | Alcalde                                           | 1948           |
| Microdiplodia padi               | (Brunaud) Allesch.                                | 1901           |
| Microdiplodia pamirica           | (Golovin) Frolov                                  | 1970           |
| Microdiplodia papillosa          | (Ellis & Everh.) Tassi                            | 1902           |
| Microdiplodia pappiana           | (Bacc.) Zambett.                                  | 1955           |
| Microdiplodia paronychiae        | Urries                                            | 1942           |
| Microdiplodia passeriniana       | (Thüm.) Allesch.                                  | 1901           |
| Microdiplodia pegani             | Bubák                                             | 1914           |
| Microdiplodia periplocae         | Mekht.                                            | 1962           |
| Microdiplodia perpusilla         | (Desm.) Allesch.                                  | 1901           |
| Microdiplodia persica            | Petr.                                             | 1942           |
| Microdiplodia petrakiana         | (Sacc.) Petr.                                     | 1921           |
| Microdiplodia phillyreae         | Bubák                                             | 1906           |
| Microdiplodia phormii            | Sousa da Câmara                                   | 1929           |
| Microdiplodia phyllocladii       | Shreem.                                           | 1974           |
| Microdiplodia phyllodiorum       | (Penz. & Sacc.) Tassi                             | 1902           |
| Microdiplodia pinnarum           | (Pass.) Allesch.                                  | 1901           |
| Microdiplodia piperorum          | Bubák                                             | 1906           |
| Microdiplodia pituranthi         | Trotter                                           | 1916           |
| Microdiplodia platani            | Allesch.                                          | 1901           |
| Microdiplodia plectranthi        | S. Ahmad                                          | 1971           |
| Microdiplodia podocarpi          | Gucevič                                           | 1960           |
| Microdiplodia poincianae         | Gucevič                                           | 1960           |
| Microdiplodia populi             | Dearn.                                            | 1921           |
| Microdiplodia pruni              | Died.                                             | 1914           |
| Microdiplodia prunicola          | S. Ahmad                                          | 1971           |
| Microdiplodia psoraleae          | (Castagne) Allesch.                               | 1901           |
| Microdiplodia pteleae            | Panas.                                            | 1938           |
| Microdiplodia pterocarpi         | (Cooke) Tassi                                     | 1902           |
| Microdiplodia pterocaryae        | Petr.                                             | 1925           |
| Microdiplodia pulsatillae        | Moesz                                             | 1924           |
| Microdiplodia punctifolia        | (J.V. Almeida & Sousa da Câmara) Sacc. & D. Sacc. | 1906           |
| Microdiplodia pusilla            | (Sacc. & Briard) Allesch.                         | 1901           |
| Microdiplodia pyricola           | I.E. Brezhnev                                     | 1951           |
| Microdiplodia pyrina             | Petr.                                             | 1922           |
| Microdiplodia quercicola         | Petr.                                             | 1921           |
| Microdiplodia ramonae            | Fairm.                                            | 1923           |
| Microdiplodia raphiolepidis      | Henn.                                             | 1914           |
| Microdiplodia resedae            | Lind                                              | 1928           |
| Microdiplodia resurgens          | (Cooke & Harkn.) Tassi                            | 1902           |
| Microdiplodia retamae            | Unamuno                                           | 1933           |
| Microdiplodia rhamni             | Petr.                                             | 1921           |
| Microdiplodia rhamnicola         | Petr.                                             | 1953           |
| Microdiplodia rhaphidis          | V.G. Rao & B.R.D. Yadav                           | 1991           |
| Microdiplodia rhaphiolepidis     | Henn.                                             | 1914           |
| Microdiplodia ribicola           | Petr.                                             | 1921           |
| Microdiplodia ricinigena         | Bubák & Gonz. Frag.                               | 1915           |
| Microdiplodia rikatliensis       | Petr.                                             | 1927           |
| Microdiplodia riofrioi           | Caball.                                           | 1920           |
| Microdiplodia robiniae           | (Peck) Koshk.                                     | 1971           |
| Microdiplodia roridia            | Jadhav, Somani & Wangikar                         | 1978           |
| Microdiplodia rosae              | Tassi                                             | 1902           |
| Microdiplodia rosarum            | Died.                                             | 1914           |
| Microdiplodia rusci              | (Sacc. & Theiss.) Allesch.                        | 1901           |
| Microdiplodia rutae              | (Henn.) Sacc. & D. Sacc.                          | 1906           |
| Microdiplodia ruthenica          | Petr.                                             | 1925           |
| Microdiplodia rydzevskiana       | Gucevič                                           | 1960           |
| Microdiplodia salicina           | Petr.                                             | 1953           |
| Microdiplodia salicis            | Died.                                             | 1914           |
| Microdiplodia salsolae           | (Szembel) Frolov                                  | 1970           |
| Microdiplodia salvadorina        | S. Ahmad                                          | 1962           |
| Microdiplodia samararum          | (Brunaud) Allesch.                                | 1901           |
| Microdiplodia sambuci            | Politis                                           | 1940           |
| Microdiplodia sambucicola        | (Fautrey) Allesch.                                | 1901           |
| Microdiplodia sambuci-racemosae  | Naumov                                            | 1915           |
| Microdiplodia sansevieriae       | V.G. Rao                                          | 1962           |
| Microdiplodia santolinae         | Gucevič                                           | 1962           |
| Microdiplodia sarcomphali        | Cif. & Gonz. Frag.                                | 1926           |
| Microdiplodia sassafras          | (Tracy & Earle) Tassi                             | 1902           |
| Microdiplodia secalis            | (Lib. ex Speg. & Roum.) Allesch.                  | 1901           |
| Microdiplodia securinegae        | Koshk. & Frolov                                   | 1973           |
| Microdiplodia seminulum          | (Pat.) Tassi                                      | 1902           |
| Microdiplodia sidae              | (Pass. & Beltrani) Tassi                          | 1902           |
| Microdiplodia siliquastri        | Pass. ex Sacc. & D. Sacc.                         | 1906           |
| Microdiplodia smilacina          | Sacc.                                             | 1915           |
| Microdiplodia solitaria          | Bubák                                             | 1914           |
| Microdiplodia sophorae-sinensis  | Gonz. Frag.                                       | 1917           |
| Microdiplodia sparti             | Tassi ex Sacc. & D. Sacc.                         | 1906           |
| Microdiplodia spiraeae           | Hollós                                            | 1906           |
| Microdiplodia spiraeae           | Died.                                             | 1914           |
| Microdiplodia spiraeicola        | (Ellis & Everh.) Tassi                            | 1902           |
| Microdiplodia spiraeicola        | Dearn. & House                                    | 1923           |
| Microdiplodia sterculiae         | Tassi                                             | 1902           |
| Microdiplodia strelitziae        | Gonz. Frag.                                       | 1917           |
| Microdiplodia subtecta           | Allesch.                                          | 1901           |
| Microdiplodia symphoricarpi      | Died.                                             | 1914           |
| Microdiplodia syringae           | Allesch.                                          | 1901           |
| Microdiplodia tanaceti           | (P. Karst. & Har.) Allesch.                       | 1901           |
| Microdiplodia thalictri          | (Ellis & Dearn.) Tassi                            | 1902           |
| Microdiplodia thalictri          | Sacc.                                             | 1908           |
| Microdiplodia thalictricola      | (Syd. & P. Syd.) Tassi                            | 1902           |
| Microdiplodia thymelaeae         | (Pat.) Tassi                                      | 1902           |
| Microdiplodia tiliae             | Allesch.                                          | 1901           |
| Microdiplodia tofieldiae         | Died.                                             | 1906           |
| Microdiplodia togashiana         | Syd.                                              | 1936           |
| Microdiplodia torilis            | Sousa da Câmara                                   | 1929           |
| Microdiplodia trichinii          | (Henn.) Sacc. & D. Sacc.                          | 1906           |
| Microdiplodia tylostomatis       | (Pat.) Tassi                                      | 1902           |
| Microdiplodia uvicola            | (Speschnew) Tassi                                 | 1902           |
| Microdiplodia valdiviensis       | Speg.                                             | 1910           |
| Microdiplodia valvuli            | Fairm.                                            | 1910           |
| Microdiplodia viciae             | Peck                                              | 1911           |
| Microdiplodia viciae             | N.F. Buchw.                                       | 1958           |
| Microdiplodia vineae             | (Pass. & Beltrani) Tassi                          | 1902           |
| Microdiplodia vitigena           | Bubák                                             | 1911           |
| Microdiplodia wisteriae          | Grove                                             | 1919           |
| Microdiplodia xanthii            | (Har. & Brunaud) Allesch.                         | 1901           |
| Microdiplodia xanthoceratis      | Hollós                                            | 1906           |
| Microdiplodia zelkovae           | Săvul. & Negru                                    | 1955           |
| Microdiplodia ziziphi            | Subhedar & V.G. Rao                               | 1979           |